# 八宝镇 (开原市)
八宝镇，是中华人民共和国辽宁省铁岭市开原市下辖的一个乡镇级行政单位。

## 行政区划
八宝镇下辖以下地区：
八宝村、北英城村、河北村、大湾屯村、胡家窝棚村、样堡村、四社村、马圈子村、清丰村、茨林子村、北花楼村、友谊村、和顺屯村、南四家子村、李家窝棚村、贾家屯村、单楼台村、五家沟村、古台子村和古城堡村。